# 埃斯卡兰特 (犹他州)
埃斯卡兰特（英文：Escalante）市位於美国犹他州加菲尔德县，建市于1876年，面积约7.6平方公里（2.94平方英里），海拔约1,770米（5,820英尺）。据2010年美国人口普查，當地人口797人。